# Aliyah El Mansy
Aliyah-Almuth El Mansy (* 1983 in Bad Pyrmont) ist eine deutsche evangelische Theologin.

## Leben
El Mansy absolvierte nach dem Abitur ein freiwilliges soziales Jahr in England, wo sie in einer Einrichtung für Menschen mit Behinderung arbeitete. Im Anschluss studierte sie evangelische Theologie in Wuppertal, Leipzig, Jerusalem und Marburg und schloss mit dem ersten Theologischen Examen bei der Evangelischen Kirche von Westfalen ab. Von 2009 bis 2022 war El Mansy wissenschaftliche Mitarbeiterin im Fachgebiet Neues Testament an der Philipps-Universität Marburg. 2015 wurde sie mit dem Thema Exogame Ehen. Die traditionsgeschichtlichen Kontexte von 1 Kor 7,12-16  zur Dr. theol. promoviert; 2022 habilitierte sie sich zum Thema Τελῶναι im Neuen Testament – Zwischen sozialer Realität und literarischem Stereotyp.  El Mansy absolvierte ihr Vikariat bei der EKHN sowie in Toronto. Seit 2025 ist sie Pfarrerin in Großen-Buseck. Zugleich ist sie als Privatdozentin an der Universität Marburg tätig.

## Forschungsschwerpunkte
El Mansy beschäftigt sich in ihrer Forschung mit Ehe und Sexualität, Fremdheit und Identitätsbildungen, Genderkonstruktionen sowie Abgaben und Steuern.

## Auszeichnungen
- 2017/18: Hanna-Jursch-Preis  – Exogame Ehen. Die traditionsgeschichtlichen Kontexte von 1 Kor 7,12-16.[5]
- 2015: Leonore-Siegele-Wenschkewitz-Preis –  Exogame Ehen. Die traditionsgeschichtlichen Kontexte von 1 Kor 7,12-16.[6][7]

## Veröffentlichungen
- Τελῶναι im Neuen Testament. Zwischen sozialer Realität und literarischem Stereotyp (NTOA 129), Göttingen 2023.
- mit Elena Köstner, Christian Urs Wohlthat (Hg.), Frauen in Kulten der römischen Kaiserzeit. Gender und Interdependenz in Fallstudien (Pietas 10), Gutenberg 2019.
- Exogame Ehen. Die traditionsgeschichtlichen Kontexte von 1 Kor 7,12-16 (BWANT 206), Stuttgart 2016.

## Mitgliedschaften
- European Society of Women in Theological Research[8]